# 常満寺
常満寺（じょうまんじ）は、愛知県犬山市大字犬山字西古券にある浄土宗西山禅林寺派の寺院。山号は日輪山。

## 歴史
鎌倉時代中期の正応4年（1291年）に開山上人である定照東安上人が、信州善光寺に七日七夜の参篭祈願し、「尾州犬山郷有縁の地の民を教化せよ」との告げを受け、創建。山号ならびに寺号である日輪山　常満寺は開祖東安上人の「日輪、常に満てよに由来する」。
2018年（平成30年）2月1日、火災により国の登録有形文化財に登録されていた本堂などを焼失した。現在、本堂・客殿・庫裏などを再建中である。

## 文化財

### 登録有形文化財
- 鐘楼
  - 寛政8年（1796年）に建築されたことが鬼瓦の瓦銘から知られる。2007年（平成19年）12月5日、登録有形文化財に登録された[5]。

- 常満寺山門 （犬山城城門）
  - 江戸中期の建築で、国宝である犬山城の松の丸裏門を明治10年（1877年）に移築したもの。薬医門形式の山門で、2007年（平成19年）12月5日、登録有形文化財に登録された[6]。現在、国立大学法人名古屋工業大学の協力のもと文化財研究の一環として実測による図面制作が行われている。

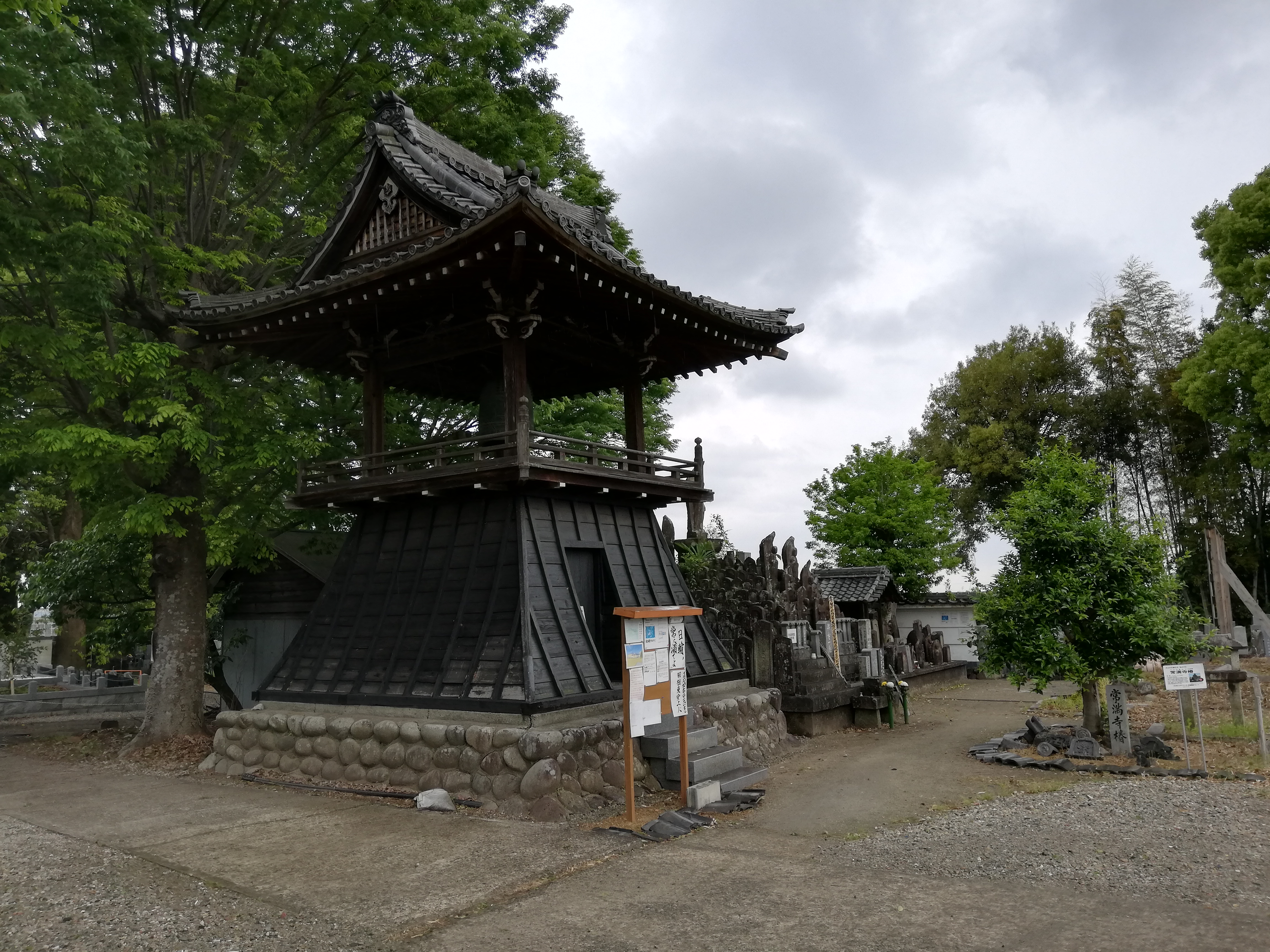
鐘楼
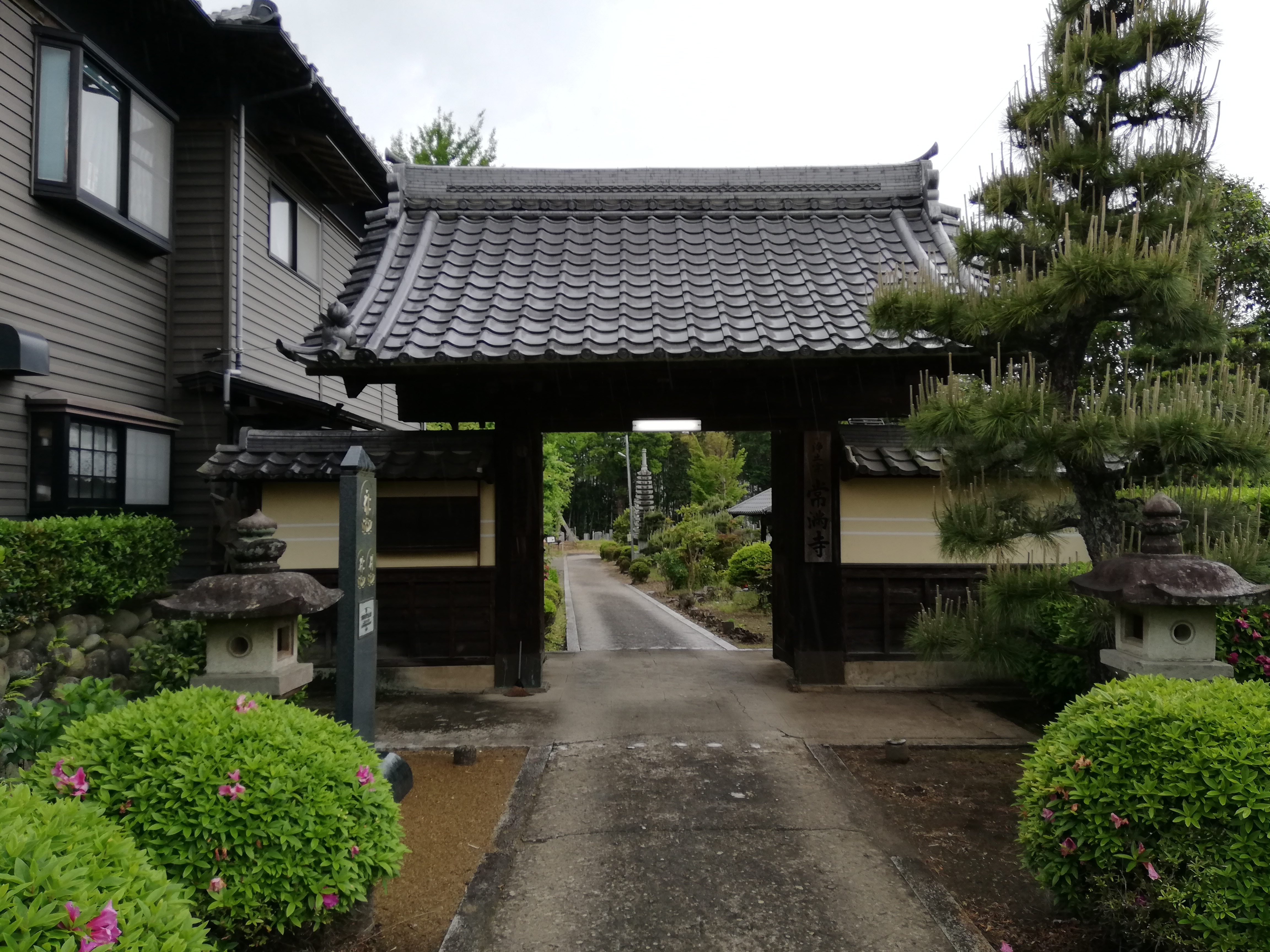
山門
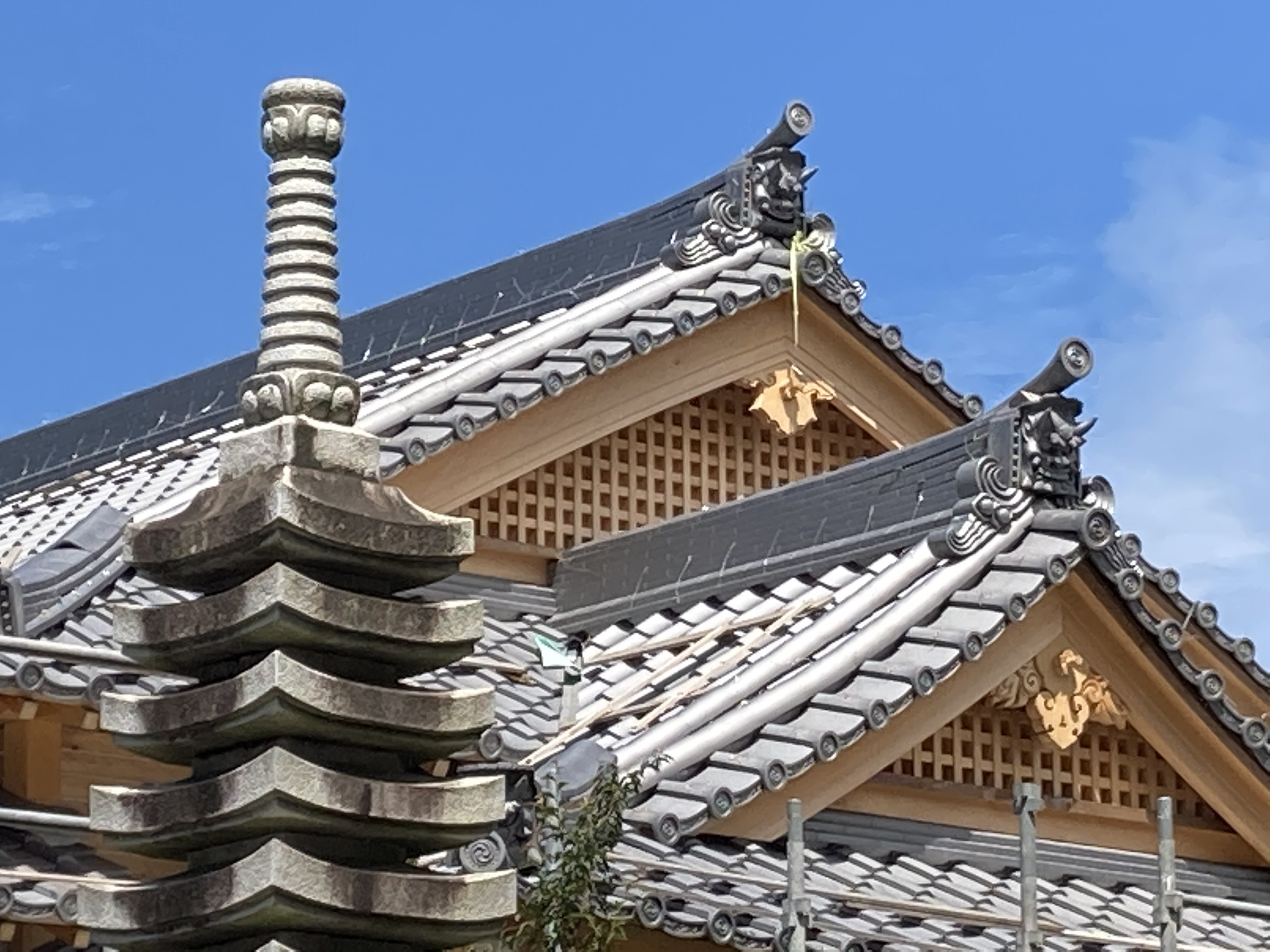
建物

### 登録抹消
- 本堂
  - 江戸時代初頭の慶長元年（1596年）に付近の富豪であった神戸長蔵の一寄進により建立されたもの。享保14年（1729年）には屋根葺替がなされ、文化13年（1816年）にも修理を行っている。2007年（平成19年）12月5日、登録有形文化財に登録された[7]。2018年（平成30年）2月1日の火災で焼失し、2018年（平成30年）8月27日に登録抹消された。現在、本堂を再建中である。

- 観音堂
  - 江戸時代初期の建築で、寛永年間（1624年～1645年）に犬山城下の魚屋町にから名栗町に移築され、その後元禄3年（1690年）に移築されたもの。2007年（平成19年）12月5日、登録有形文化財に登録された[8]。2018年（平成30年）2月1日の火災で焼失し、2018年（平成30年）8月27日に登録抹消された。

- 大師堂
  - 明治時代に建立された。2007年（平成19年）12月5日、登録有形文化財に登録された[9]。2018年（平成30年）2月1日の火災で焼失し、2018年（平成30年）8月27日に登録抹消された。

- 庫裏
  - 江戸時代中期に建立された。2007年（平成19年）12月5日、登録有形文化財に登録された[10]。2018年（平成30年）2月1日の火災で焼失し、2018年（平成30年）8月27日に登録抹消された。

- 玄関
  - 明治時代中期に建立された。2007年（平成19年）12月5日、登録有形文化財に登録された[11]。2018年（平成30年）2月1日の火災で焼失し、2018年（平成30年）8月27日に登録抹消された。

## ツバキ

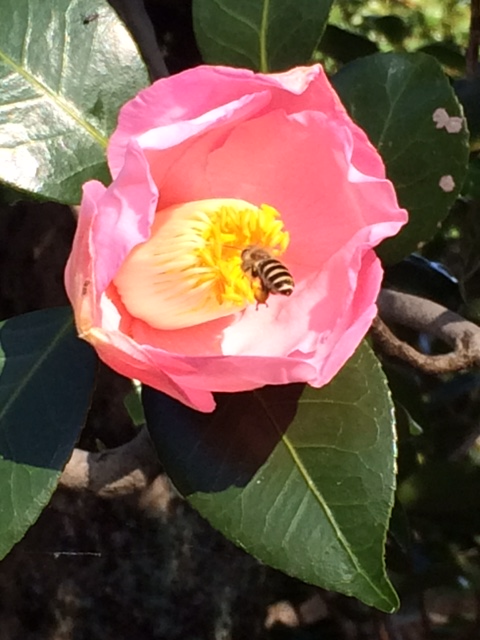
ツバキ

境内には、熱田神宮の「太郎庵椿」に由来し、尾州の豪商であった高田太郎庵から譲りうけた「関戸太郎庵」と、中部ツバキの代表的品種である「常満寺」の原木がある。